# 9732 Juchnovski
9732 Juchnovski è un asteroide della fascia principale. Scoperto nel 1984, presenta un'orbita caratterizzata da un semiasse maggiore pari a 2,2428669 UA e da un'eccentricità di 0,1238312, inclinata di 7,62301° rispetto all'eclittica.